# Palais Caotorta Angaran
Pour les articles homonymes, voir Angaran.
Le palais Caotorta Angaran est un palais de Venise dans le sestiere de Dorsoduro (Calle Campiello del Remer, N.A. 3903).

## Historique
Ce palais appartenait en 1661 à Zambattista Benvenuti, qui le céda au comte Camillo Martinengo. En 1712, il revint aux héritiers de Francesco Caotorta (époux de Anzola Benvenuti) et demeura dans cette famille jusqu'à la chute de la République. En 1808, il passa à Chiara Caotorta. Les armes des Angaran figurent sur la façade.